# Japans Amateurkampioenschap
Het Japans Amateurkampioenschap (Japan Amateur Championship) is een internationaal golfkampioenschap voor amateurs dat in Japan gespeeld wordt. Beide toernooien zijn enkele jaren na de Tweede Wereldoorlog gestart.
Het toernooi bestaat uit een voorronde van 36 holes strokeplay waarna de beste spelers een matchplay-toernooi spelen. Ze worden in juni of oktober gespeeld. De winnaar krijgt punten voor de wereldranglijst  (WAGR).

## Winnaars
Het aantal punten dat de winnaar voor de WAGR krijgt, hangt af van de sterkte van het deelnemersveld. Dit bestaat voornamelijk uit Japanse golfers, maar er doen ook golfers van andere nationaliteiten mee.
| Jaar | Baan                   | Winnaar           | WAGR | Finalist           | Uitslag | Baan                       | Winnares      | WAGR | Uitslag       |
| ---- | ---------------------- | ----------------- | ---- | ------------------ | ------- | -------------------------- | ------------- | ---- | ------------- |
| 2010 | Ehime                  | Hiroki Abe        | 68   | Kouta Gondo        | [ 1 ]   | Tsukisappu, Hokkaido       | Miki Sakai    | 48   | [ 2 ]         |
| 2011 | Rifu Golf Club, Miyagi | Katsuyuki Sakurai | 106  | Yoshinori Fujimoto | [ 3 ]   | Takarazuka GC (New Course) | Mamiko Higa   | 72   | [ 4 ]         |
| 2012 | Nara                   | Hideto Kobukuro   | 103  | Kazuki Higa        | [ 5 ]   | Aichi GC                   | Mamiko Higa   | 99   | [ 6 ]         |
| 2013 | Tokoyo GC              | Yujiro Ohori      | 51   | Tomoyasu Sugiyama  | [ 7 ]   | Sagamihara Golf Club       | Haruka Morita | 67   | [ 8 ]         |
| 2014 | Rifu GC                | Takashi Ogiso     | 72   | Kazuki Higa        | [ 9 ]   | Oarai GC                   | Minami Hiruta | 98   | [ 10 ]        |
| 2015 | Hirono GC & Ono GC     | Takumi Kanaya     | 77   | Keita Nakajima     | [ 11 ]  | Sapporo GC (Wattsu Course) | Minami Katsu  | 71   | [ 12 ] [ 13 ] |